# 모훈 바간 슈퍼 자이언트
모훈 바간 슈퍼 자이언트(벵골어: মোহনবাগান সুপার জায়ান্ট, 힌디어: मोहन बागान सुपर जाइंट्स, 영어: Mohun Bagan Super Giant)는 일반적으로 모훈 바간(벵골어: মোহনবাগান, 힌디어: मोहन बागान, 영어: Mohun Bagan)으로 불리는 이 클럽은 서벵골주 콜카타에 위치한 인도의 프로 축구 클럽이다. 1889년에 창단된 이 클럽은 아시아에서 가장 오래된 축구 클럽 중 하나이다. 이 클럽은 인도 축구 리그 시스템의 최상위 리그인 인도 슈퍼리그에서 경쟁하고 있다. 이 클럽은 1911년 IFA 실드 결승전에서 이스트 요크셔 연대를 상대로 승리한 것으로 가장 유명하다. 이 승리로 모훈 바간은 영국 클럽을 상대로 챔피언십을 획득한 최초의 올인디언 클럽이 되었으며, 인도의 독립 추진 과정에서 중요한 순간이었다.
이 클럽은 일반적으로 모훈 바간으로 불리며 여러 스폰서 이름을 가지고 있었다. 2020년, ATK를 소유한 KGSPL은 모훈 바간의 축구 부문 지분 80%를 인수하고 자체 클럽을 해체했다.  해체된 클럽은 모훈 바간의 축구 부문에 흡수되었고, 모훈 바간은 ATK 모훈 바간 FC로 브랜드가 변경되었다. 2023년, 팬들의 지속적인 항의와 ATK라는 용어가 클럽 이름에서 어떻게 제거되었는지에 대한 항의 끝에 팀은 모훈 바간 슈퍼 자이언트로 브랜드가 변경되었다. 이로 인해 역사적인 클럽은 다시 모훈 바간이라는 이름으로 활동하게 되었다.
이 클럽은 매년 아시아에서 가장 오래된 라이벌인 콜카타 더비에서 오랜 지역 라이벌인 이스트 벵골과 맞붙으며, 첫 더비 경기는 1921년 8월 8일에 열렸다. 모훈 바간은 1996년 내셔널 풋볼 리그의 창립 멤버 중 한 명이었으며, 한 번도 국가 최상위 리그에서 강등된 적이 없다. 창립 130주년을 맞이한 이 클럽은 2019년 7월 29일에 전 세계에서 가장 오래된 기존 축구 클럽 네트워크인 "클럽 오브 파이오니어스"에 가입했다.

## 역사

### 초기
모훈 바간은 1889년 8월 15일에 설립되었으며, 부펜드라 나스 보스가 새로 창단된 클럽의 초대 회장이 되었고, 조틴드라 나스 보스가 초대 비서로 임명되었다. 모훈 바간은 1889년에 에덴 힌두 호스텔 학생 팀과 첫 경기를 치렀으나 1-0으로 패배했다. 클럽에서 처음으로 뛰었던 선수들은 기린 바수, 프라마타 나트 차토파디야이, 사친 반디오파디야이, 람 고스와미, 사라트 미트라, 헴 나트 센, 날린 바수, 우펜 고쉬, 마닌드라 나트 바수, 마노모함 판데이, 프로바스 미트라, 그리고 주장 마닐라 센이었다.

### 1911년의 역사적인 해
1911년, 모훈 바간은 히랄 무케르지, 부티 수쿨, 수디르 차터지, 몬모훈 무케르지, 라젠 센굽타, 닐 마다브 바타차리야, 카누 로이, 하불 사르카르, 아빌라쉬 고시, 비조이다스 바두리 그리고 시브다스 바두리가 주장을 맡은 IFA 실드의 지배적인 편을 형성했다. 그들은 세인트 자비에 대학, 캘커타 레인저스 클럽, 소총 여단, 미들섹스 연대의 전문 장비를 갖춘 팀들과 싸워 IFA 실드 결승에 진출했지만 골을 허용하지 않았다. 1911년 7월 29일 결승전에 대한 열정은 벵골의 다른 지역뿐만 아니라 인근 비하르주와 아삼주에서도 사람들이 몰려들 정도로 뜨거웠다.

## 경기장

### 비베카난다 유바 바라티 크리란간
모훈 바간은 대부분의 홈 경기를 비베카난다 유바 바라티 크리란간, 흔히 솔트레이크 스타디움이라고 불리며, 이 경기는 비단나가르의 콜카타 교외에 위치해 있다.

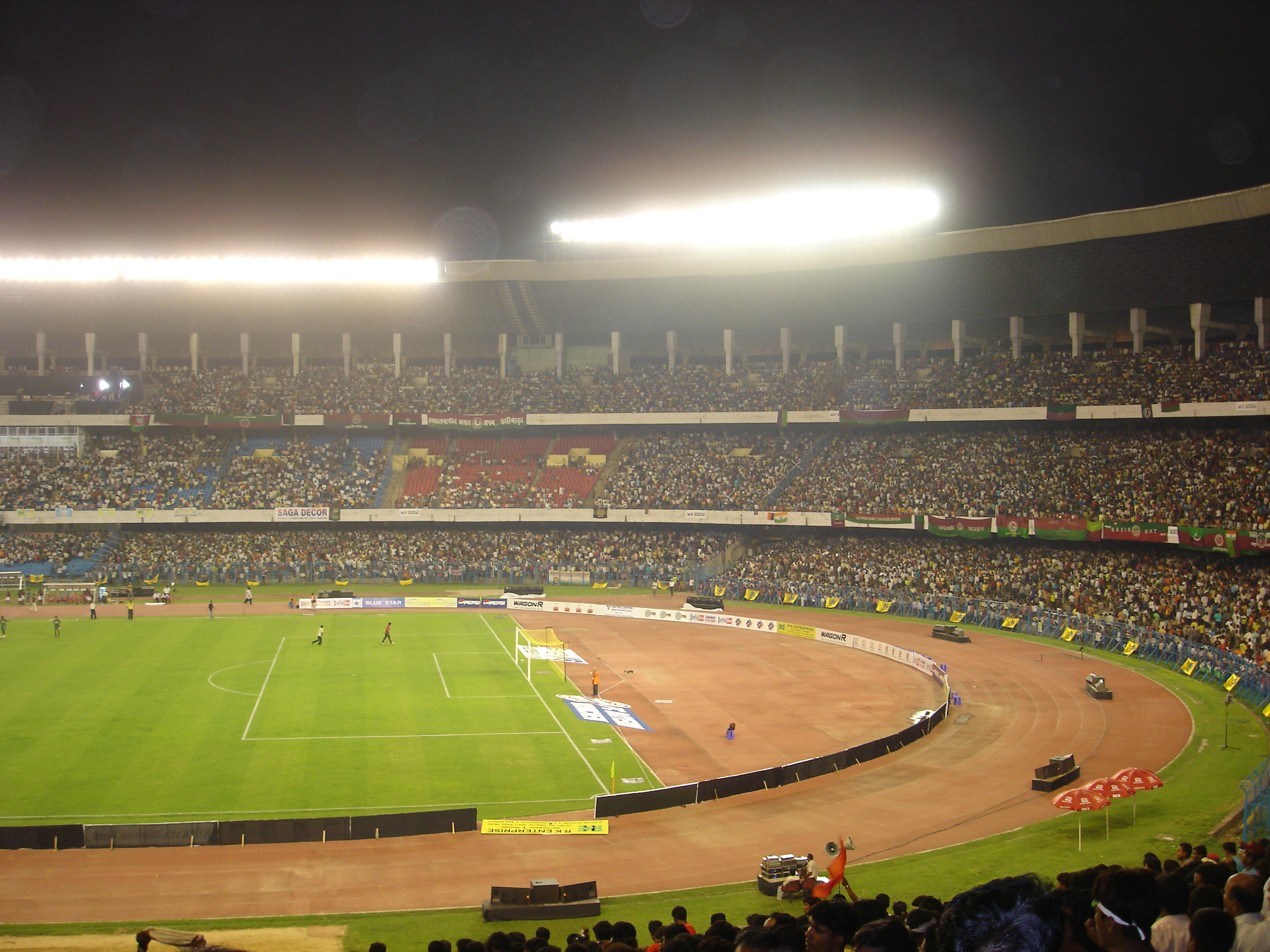
솔트레이크 스타디움에서 열린 올리버 칸과 모훈 바간의 고별전

서벵골주 정부가 청소년 스포츠 부서 산하에 소유한 다목적 경기장인 VYBK는 주로 축구 경기를 개최하며, 가끔씩 열리는 육상 경기 외에도 경기를 개최한다. 이 경기장은 1984년에 지어졌으며, 주로 콜카타 더비와 같은 경기를 위해 지어졌으며, 관중 수가 너무 많아 마이단의 경기장에는 수용할 수 없었다.
2011년 수리 전에는 12만 명을 수용할 수 있는 세계에서 가장 큰 축구 경기장이었다. 1989년 릉라도 5월1일 경기장이 건설되고 개장하기 전에는 세계에서 가장 큰 축구 경기장이었다. 현재 아시아에서 네 번째로 큰 스포츠 경기장이다. 이 거대한 경기장에는 VIP 게이트와 관중이 관람석에 도달할 수 있는 30개의 경사로를 포함한 9개의 출입구가 있는 3층의 콘크리트 갤러리가 있다.

### 모훈 바간 그라운드
모훈 바간 그라운드는 콜카타 중심부의 마이단 지역에 위치한 축구 경기장으로, 에덴 가든스 맞은편에 있다. 이 경기장은 모훈 바간에 의해 운영되며, 2017년에는 몇몇 I리그 경기에 사용되기도 했습니다. 사무실과 클럽 텐트는 경기장과 인접해 있다.

## 선수 명단

### 현역
참고: FIFA 자격 규정에 따라 소속된 국가대표팀 국기를 표시합니다. 선수는 복수의 FIFA 비회원국 국적을 가지고 있을 수 있습니다.
| 번호 | 포지션 | 국적 | 이름             |
| ---- | ------ | ---- | ---------------- |
| 7    | MF     | 인도 | 아니루드 타파    |
| 18   | MF     | 인도 | 사할 압둘 사마드 |

| 번호 | 포지션 | 국적 | 이름 |
| ---- | ------ | ---- | ---- |

## 역대 감독
| 감독                   | 임기        |
| ---------------------- | ----------- |
| 안토니오 로페스 아바스 | 2020 ~ 2021 |

## 라이벌
같은 연고지의 이스트 벵골 FC와 벌이는 콜카타 더비는 아시아에서도 손꼽히는 더비 매치이다.